# Laberinto de pasiones
Laberinto de pasiones es una película española de 1982 escrita y dirigida por Pedro Almodóvar. Protagonizada por Cecilia Roth e Imanol Arias, es la primera película en la que actúa Antonio Banderas.
La película trata de una cantante ninfómana y un príncipe de Medio Oriente, y transcurre en Madrid, durante la Movida, un periodo de despertar sexual después de Franco y el comienzo del problema del sida. En su momento no obtuvo buenas críticas, pero ahora es una película de culto.

## Sinopsis
Riza Niro (representado por el actor Imanol Arias), el hijo del derrocado emperador de Tirán llega a Madrid, la ciudad más divertida y salvaje del mundo. En ella transcurre una historia de amor inusual entre él y una joven ninfómana llamada Sexi (representada por Cecilia Roth). Ella es miembro de un violento grupo musical, mientras que él está más preocupado por los cosméticos y los hombres que por otra cosa. Por otro lado, la derecha tiraní y una inescrupulosa condesa andan tras la pista del recién llegado príncipe, unos para tomarlo prisionero, y la otra para seducirlo.
La trama comienza con ambos, Sexi y Riza Niro al acecho de hombres. Sexi es una ninfómana que se está tratando con la sexualmente reprimida psicóloga Susana, que dice estar enamorada de su padre, un doctor que ha desarrollado un nuevo método de fertilidad que ha resultado en un sexteto de periquitos y una niña probeta. Mientras, Riza conoce a Fabio (Fabio McNamara) , un gay punk que lo introducirá al glamur de la vida nocturna y de la Movida madrileña.
Es aquí donde Riza, bajo el seudónimo de Johnny, conocerá a los integrantes del grupo Ellos. De camino al escenario, Eusebio, el cantante, tiene un accidente y Johnny termina convirtiéndose en el nuevo solista. Allí conocerá también a Sexi, que es la cantante del grupo Las Ex, compuesto por exnovias de los integrantes de Ellos. El amor los flechará en ese mismo momento.
Tras intentos fracasados por satisfacción sexual con otros, es evidente que tanto Sexi como Riza no pueden huir de su destino y deciden quedarse juntos. Riza confiesa a Sexi su identidad y su eventual regreso a la Isla Contadora (en Panamá), donde su padre, el emperador Tyrani, vive exiliado.
El plan no será fácil de cumplir, pero Sexi encuentra una salida en Queti (Marta Fernández Muro), una superfanática de ella, que está dispuesta a dejar al padre, que la viola pensando que es la madre, y a tomar su lugar en el grupo y en la casa. Por otro lado, Sadec (Antonio Banderas), con un desarrollado sentido del olfato, termina por darse cuenta de que el hombre con el que estuvo una noche y de quien se ha enamorado, es precisamente Riza Niro, a quien sus compañeros compatriotas intentan capturar y llevar prisionero de vuelta a su patria.
La princesa Toraya (Helga Liné), exesposa y exemperatriz de Tyrán, descubre que Riza está en Madrid, y lo busca hasta dar con él, hospedado precisamente en el mismo hotel que ella (el hotel Barajas). Sexi llega a ver a Riza y se encuentra con ella, quien ha sido la primera mujer en la vida de Riza. Destrozada por la traición de Riza, huye despavorida por las calles de la ciudad bajo el sol ardiente, al que Sexi tiene un pánico irracional.
De regreso con Susana, Sexi es hipnotizada y la terapia desenreda finalmente sus problemas. Recuerda como siendo aun pequeña (Eva Carrero), estaba de pasadía con su padre en la misma playa que el emperador de Tyrán, Toraya y Riza. Jugaba con Riza cuando Toraya se lo llevó para tratar de seducirlo y así quedar embarazada del heredero que nunca le pudo dar al emperador. Sexi los descubre y, dolida con lo que entiende es el rechazo de Riza, acepta la oferta de un grupo de niños a jugar a "papá y mamá", comenzando así su vida como ninfómana. Riza se zafa de las manos de Toraya y busca de nuevo a Sexi, pero al encontrarla con todos los niños se siente rechazado, y decide aceptar la oferta de uno de los chicos de irse con él, comenzando así su vida gay.
Liberada de sus traumas y dispuesta a ser feliz, Sexi decide darle otra oportunidad a Riza. Pero la aparición de una foto de Riza en el periódico lleva al vengativo Eusebio a desencadenar una crisis que amenaza con destruir la felicidad de los enamorados.
Eusebio, habiendo reconocido a Riza, llama a Sadec y sus compañeros árabes para decirles donde encontrar a Riza, a cambio del dinero que ofrecen estos. Queti logra dar aviso a Sexi, quien pone sobre aviso a Riza. Sabiéndose descubierto y en necesidad de huida, Riza ofrece a los demás integrantes de Ellos irse con él y Sexi a la Isla Contadora, donde tiene dinero para todos. Su huida al aeropuerto es seguida por los tiraníes, Eusebio y su novia (Cristina S. Pascual), las otras integrantes de Las Ex y el promotor del grupo, la princesa Tora y un reportero.
Regresa Remedios, la esposa del tintorero, y Queti —haciéndose pasar por Sexi— termina en la cama con el padre de esta, muy a pesar de las quejas de Susana. De camino al aeropuerto Sexi le cuenta a Riza lo que sucedió de pequeños, terminando así también con los traumas de Riza.
Sexi y Riza, junto con Ellos, logran tomar el vuelo a Contadora en el último momento posible, pero los demás no logran darles alcance a tiempo. Queriendo cobrar la recompensa, Eusebio termina con las manos vacías cuando es amenazado a punta de pistola por uno de los tiraníes, descubriendo que no había recompensa monetaria alguna por el paradero de Riza. Por otro lado, los tiraníes, viendo a Riza escapar de sus manos, deciden llevarse a Toraya como "premio de consolación" y la secuestran.
Juntos como era su destino, escuchamos a Sexi y Riza teniendo su primera relación sexual a bordo del avión en dirección hacia el Caribe.

## Recepción
Esta segunda película de Almodóvar se estrenó el 7 de septiembre de 1982 en el Festival Internacional de Cine de San Sebastián. Los multicines Alphaville produjeron la película, que dio más dinero y publicidad que Pepi, Luci, Bom y otras chicas del montón, pero los críticos no creyeron que el argumento era tan bueno como el de la primera película. Almodóvar ha dicho que no creyó que los protagonistas eran interesantes, pero los personajes secundarios eran muy interesantes, y por esta razón, a él le gusta la película.

## Análisis
Almodóvar dice que Billy Wilder es una influencia de la película porque la película es "a wild comedy with lots of characters." También refiere a Hard Day's Night de Richard Lester y melodramas románticos de los 1950's.

### El contexto sociopolítico iraní
Cabe señalar que la película se realizó poco tiempo después del triunfo de la revolución islámica de 1979 en Irán, hecho que tuvo mucho impacto en el mundo occidental, y que se convirtió en un fenómeno recurrente en las primeras películas de Pedro Almodóvar. Así, Riza Niro es el alter ego de Reza Ciro Pahlaví, hijo del depuesto emperador y de Farah Diba. La ex emperatriz Toraya no es otra que la princesa Soraya, repudiada por el Sha debido a su esterilidad y muy popular en la prensa rosa europea. Tirán es Irán, y los que buscan al emperador son terroristas chiitas, que tuvieron mucha actividad en la década de los 80, y que también podremos ver en otras películas de Pedro Almodóvar como Mujeres al borde de un ataque de nervios.

## Festivales
•	Ciclo de cine sobre La Movida de la Comunidad de Madrid (Proyecto conmemorativo sobre La Movida), 2007
•	¡VIVA! 12th Spanish & Latin American Film Festival (Reino Unido), 2006
•	Ciclo de Cine Español en la Cinemateca de Viena (Austria), 2004 –Cinematografías del Mediterráneo
•	Festival de Cine de España de Toulouse – Cinespaña  (Francia), 2003
•	Festival Retrospectiva de Pedro Almodóvar en la Cinemateca de Milán (Italia), 2003	
•	Encuentros de Cine Español en Nantes (Francia), 1999
•	Festival de Cine de San Sebastián (España), 1982 – Sección Oficial

## Reparto
| Intérprete               | Personaje                            |
| ------------------------ | ------------------------------------ |
| Cecilia Roth             | Sexilia                              |
| Imanol Arias             | Riza Niro                            |
| Helga Liné               | Toraya                               |
| Marta Fernández Muro     | Queti                                |
| Fernando Vivanco         | Doctor                               |
| Ofelia Angélica          | Susana                               |
| Ángel Alcázar            | Eusebio                              |
| Concha Grégori           | Angustias                            |
| Cristina Sánchez Pascual | Novia Eusebio                        |
| Fabio McNamara           | Fabio                                |
| Antonio Banderas         | Sadec                                |
| Luis Ciges               | Tintorero                            |
| Agustín Almodóvar        | Hassan                               |
| María Elena Flores       | Remedios                             |
| Ana Trigo                | Nana                                 |
| Poch                     | Gonzalo                              |
| Javier Pérez-Grueso      | Santi                                |
| Santiago Auserón         | Angel                                |
| Paco Pérez Bryan         | Manuel Angel                         |
| José Carlos Quirós       | Ali                                  |
| Eva Siva                 | Azafata                              |
| Charly Bravo             | Señor                                |
| Zulema Katz              | Paciente                             |
| Marcela Amaya            | Criada cubana                        |
| Jesús Cracio             | Jaime Roca                           |
| Mercedes Juste           | Ana                                  |
| Lupe Barrado             | Camarera hotel                       |
| Javier Ulacia            | Camerero                             |
| Teresa Tomás             | Madre Angustias                      |
| Socorro Siva             | Portera ensayos                      |
| María del Carmen Castro  | Niña probeta                         |
| Eva Carrero              | Sexilia niña                         |
| Helena Ramos             | Dependienta                          |
| Ouka Leele               |                                      |
| Pedro Almodóvar          | Cantante y director de la fotonovela |
| Costus                   |                                      |
| Carlos García Berlanga   |                                      |
| Rubén Olivera            | Cliente bar                          |
| Pablo Pérez Mínguez      |                                      |
| Guillermo Pérez Villalta |                                      |